# Alice is Stage Struck
Alice is Stage Struck é um curta-metragem de animação estadunidense de 1926, lançado como parte da série Alice Comedies.